# San Martín Bajo
San Martín Bajo es una localidad peruana ubicada en el distrito de San Juan de Bigote, en la provincia de Morropón del departamento de Piura, al norte del Perú. En el 2017 tenía una población de 56 habitantes según el INEI.